# Sanremo Festival 1991
Sanremo Festival 1991 è un album compilation pubblicato nel marzo 1991 dall'etichetta discografica Columbia/Sony.
La raccolta, che ha come sottotitolo "La compilation / 16 canzoni - Interpreti originali", contiene 16 brani partecipanti all'edizione 1991 del Festival della canzone italiana. Di questi, 6 sono in gara nella sezione "Campioni", gli altri 10 nella sezione "Novità".
Nella copertina sono citati tutti gli artisti, all'interno di 6 pentagrammi.

## Tracce
1. Riccardo Fogli - Io ti prego di ascoltare
2. Rudy Marra - Gaetano
3. Timoria - L'uomo che ride
4. Patrizia Bulgari - Giselle
5. Bungaro/Conidi/Di Bella - E noi qui
6. Giovanni Nuti - Non è poesia
7. Mariella Nava - Gli uomini
8. Fiordaliso - Il mare più grande che c'è (I Love You Man)
9. Ladri di Biciclette - Sbatti ben su del be bop
10. Sabrina Salerno e Jo Squillo - Siamo donne
11. Paolo Vallesi - Le persone inutili
12. Rita Forte - È soltanto una canzone
13. Dario Gai - Sorelle d'Italia
14. Gitano - Tamuré
15. Compilations - Donne del 2000
16. Rossana Casale - Terra